# Жуковский (град)
Вижте пояснителната страница за други значения на Жуковски.
Жуко́вский е град в Московска област, Русия.
Разположен е на 35 км югоизточно от центъра на Москва и на 20 километра от Московския кръгов автомобилен път. Населението на града е 107 552 души (1 януари 2014).
На мястото на днешния град са съществували селата Новорождествено и Колонец. В района от 1935 г. започва строителството на Централния аерохидродинамически институт. През 1941 г. е създаден научният център (с аеродрум) Летателно-изследователски институт „М. М. Громов“, който понастоящем разполага с най-дългата в Европа писта за излитане и кацане – 5403 метра, с бетонирана площ от 2,5 квадратни километра.
Селището е наименувано Стаханов приживе на видния донбаски миньор Алексей Стаханов през 1938 г. Получава статут на град през 1947 г. и името Жуковский в чест на видния руски учен Николай Жуковски. В началото на 1990-те години там се ражда терминът наукоград, но Жуковский е обявен за такъв едва 12-и по ред (2007).
Градът е център на авиационно-космическата наука, образование и промишленост на Русия. Всяка нечетна година през август в Жуковский се провежда Международен авиационно-космически салон. В града са разположени следните по-важни обекти:
- Централен аерохидродинамически институт „Проф. Н. Е. Жуковски“
- Летателно-изследователски институт „М. М. Громов“
- Научноизследователски институт по приборостроене „В. В. Тихомиров“
- Научноизследователски институт по авиационно оборудване
- 2 филиала и факултет на висши училища